# Criotettix interrupticostus
Criotettix interrupticostus är en insektsart som beskrevs av Zheng, Z. 2006. Criotettix interrupticostus ingår i släktet Criotettix och familjen torngräshoppor. Inga underarter finns listade i Catalogue of Life.